# Wasserburg Inselteich
Die Wasserburg Inselteich ist eine abgegangene Wasserburg im Wolkensteiner Ortsteil Gehringswalde im Erzgebirge. Die Anlage entstand vermutlich im 13. oder 14. Jahrhundert.

## Beschreibung und Geschichte
Die Burg besaß ein rundes Kernwerk von etwa 12 bis 14 Metern Durchmesser. Vor diesem bestand ein umlaufender Graben von etwa 8 bis 10 Metern Breite. Die maximale Tiefe gegenüber dem Kernwerksplateau beträgt 2 Meter. Im Süden finden sich Reste des vermutlichen Außenwalls mit einer Basisbreite von 6 Metern und 1 bis 1,5 Metern Höhe.
Die Anlage kann als Besiedelungskeim für den Ort Gehringswalde angesehen werden. Sie bestand anfänglich nur aus einem mit Pfählen umwehrten Erdwall, der vom angestauten Dorfbach umflossen wurde. Durch die entstandene Form ist vermutlich der Name Inselteich für die Anlage geprägt worden. Zur Anlage gehörte weiterhin ein viereckiger Turm, den eine Risszeichnung in gemauerter Ausführung mit Satteldach zeigt. Später diente dieser als Getreidespeicher. Um 1830 wurde er abgetragen.
Eine ähnliche Anlage ist mit dem Paßklausenturm in Tannenberg noch heute erhalten.

## Gegenwart
Im Westen ist der Graben der Anlage weitgehend verfüllt. Nur im Osten ist ein Teil erhalten geblieben und kann von der Straße nach Warmbad eingesehen werden.
1961 wurde die Anlage unter Bodendenkmalschutz gestellt.